# Пуниец (пьеса)
«Пуниец» (лат. Poenulus) — комедия римского драматурга Тита Макция Плавта, написанная предположительно в период между 195 и 189 годами до н. э. В её названии использована уменьшительная форма слова, так что более точный перевод — «Маленький карфагенянин» или «Маленький пуниец».

## Иноязычные фрагменты
С исторической и лингвистической точки зрения это произведение имеет ценность как единственный дошедший до нас литературный памятник, содержащий образец разговорной речи на ныне вымершем пуническом языке, являющимся непосредственным производным тирского диалекта финикийского языка. В отличие от сохранившихся надписей карфагенян, сделанных с помощью их собственного алфавита, использующего исключительно согласные, пуническая вставка Плавта записана латиницей с указанием гласных, что предоставляет исследователям новые данные о фонетике языка древних карфагенян.
В одном месте пунийский текст повторяется дважды в разных вариантах: фрагмент 930—939 на «высоком» пунийском, а фрагмент 940—949 — тот же текст, но на разговорном варианте, где отличается не только лексика, но даже и огласовка отдельных слов.

## Содержание
Действие комедии разворачивается на улице греческого города Калидона, расположенного в Южной Этолии, возле домов главных действующих лиц, Агорастокла и Лика, а также перед храмом Венеры. Агорастокл — молодой карфагенянин, похищенный в рабство в возрасте семи лет, но впоследствии освобождённый и даже объявленный наследником старого грека. Юноша влюбляется в девушку по имени Адельфасия, которая так же была похищена вместе со своей сестрой Антерастилидой из Карфагена, но их судьба сложилась иначе: женщины куплены сутенёром Ликом и принуждаются к занятию проституцией. В первой сцене первого акта несчастный Агорастокл доверяет трагедию своей любви рабу Мильфию, который тут же разрабатывает хитроумный план, как создать сутенёру финансовые трудности с тем, чтобы выкупить Адельфасию. Однако, несмотря на успешность претворённого в жизнь замысла, развязка комедии наступает в пятом акте, когда в Калидон приезжает карфагенянин Ганнон, признавший в девушках своих дочерей, а в Агорастокле — племянника. Семья воссоединяется, влюблённые получают благословение сочетаться браком, а сутенёр Лик остается ни с чем, поскольку в свете новых обстоятельств обязан отпустить девушек без всякой компенсации.
Общий контекст пьесы (сочувственное отношение автора к персонажам) свидетельствует о том, что в Риме в промежутке между Второй и Третьей Пуническими войнами отношение римлян к пунийцам в целом не было враждебным, в отличие от отношения к Карфагену как государству.